# مظاهرة الميدان الأحمر 1968

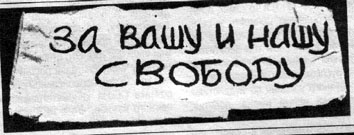
"من أجل حريتكم وحريتنا"، إحدى لافتات المتظاهرين، 1968

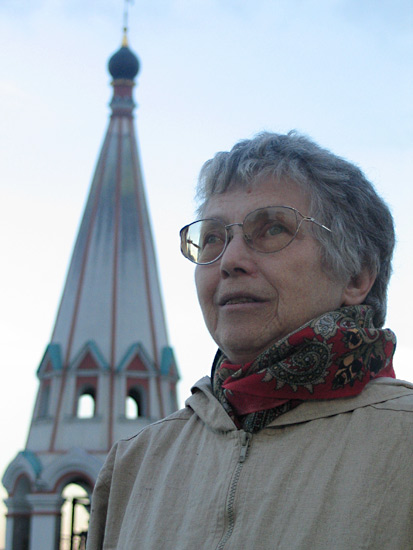
ناتاليا جوربانيفسكايا، 2005

قامت مظاهرة الميدان الأحمر عام 1968 (الروسية: Демонстра́ция 25 а́вгуста 1968 го́да) في 25 أغسطس 1968 في الميدان الأحمر بموسكو في الاتحاد السوفيتي، للاحتجاج على غزو تشيكوسلوفاكيا من قبل الاتحاد السوفيتي وحلفائه من حلف وارسو، والذي حدث خلال ليلة 20 و21 أغسطس، لسحق ربيع براغ، والذي كان مجموعةً من الإصلاحات اللامركزية التي روج لها ألكسندر دوبتشيك.
احتج عديدون في جميع أنحاء العالم على قمع ربيع براغ على يد قوات الاتحاد السوفيتي وبلدان أخرى من حلف وارسو. وقع أحد أعمال الاحتجاج من هذا القبيل في موسكو، في الميدان الأحمر. جرت المظاهرة في Lobnoye Mesto لتجنب أي انتهاك للنظام العام الذي كان يمكن أن يحدث أثناء المظاهرة. كان المتظاهرون يجلسون لتجنب أي إزعاج للمواطنين العاديين قد يسببه وقوفهم، مع أن هذا لم يكن له تأثير يذكر.

## الاحتجاج
بدأ الاحتجاج في الظهيرة عندما جلس ثمانية محتجين (لاريسا بوجوراز، وكونستانتين بابتسكي، فاديم ديلوناي، وفلاديمير Dremliuga، وبافيل ليتفينوف، وناتاليا غوربانيفسكايا، وفيكتور فاينبيرغ، وتاتيانا باييفا) في Lobnoye ميستو رافعين علمًا صغيرًا لتشيكوسلوفاكيا، ولافتات كتب عليها شعارات مختلفة، بما فيها:
- «نفقد أفضل أصدقائنا» («мы теряем лучших друзей»)،
- «تعيش تشيكوسلوفاكيا الحرة والمستقلة» (Ať žije svobodné a nezávislé Československo!)،
- «عار على المحتلين» («Позор оккупантам!»)،
- "ارفعوا أيديكم عنا" جمهورية تشيكوسلوفاكيا الاشتراكية" («Руки прочь от ЧССР!»)،
- «من أجل حريتكم وحريتنا» («За вашу и нашу свободу!»)،
- «الحرية لدوبتشيك» («Свободу Дубчеку!»).

في غضون بضع دقائق، تم الاعتداء على سبعة متظاهرين وضربهم بوحشية، وتحميلهم في سيارات من قبل عملاء المخابرات السوفيتية. تم كسر العلم التشيكوسلوفاكي، وصودرت اللافتات. وبما أن ناتاليا غوربانيفسكايا قد أنجبت مؤخرًا حينها، فهي لم تُجبر على المحاكمة. أقنع المتظاهرون الآخرون تاتيانا باييفا، البالغة من العمر 21 عامًا، بأن تعلن أنها كانت في الموقع عن طريق الصدفة حيث تم إطلاق سراحها بعد ذلك بوقت قصير.
فشل جهاز المخابرات السوفيتية في معرفة أي متظاهر كان يحمل لافتة. لذلك، تم نسب جميع اللافتات إلى كل متظاهر، باستثناء تاتيانا باييفا، التي تم إطلاق سراحها. لقد وصفت وكالة المخابرات السوفيتية الرايات بأنها «مناهضة للسوفييت».

## المحاكمة
خلال التحقيق والمحاكمة، كشف الدفاع عن عدة تناقضات في الاتهامات. أعلن أحد شهود العيان أنه رأى متظاهرين يغادرون متجر الصمغ، وهو متجر كبير في المنطقة المجاورة، مع أن هذا المتجر مغلق يوم الأحد. بالإضافة إلى ذلك، كان جميع شهود العيان من نفس الفرقة العسكرية، مع أنهم زعموا جميعًا أنهم جائوا في الميدان الأحمر عن طريق الخطأ. ومع ذلك، لم تؤخذ هذه التناقضات في الاعتبار خلال المحاكمة.

### القرار والحكم
لقد أظهر محامو الدفاع (وهم جميعًا أعضاء بالحزب الشيوعي السوفيتي وقد تم تعيينهم والدفع لهم من قبل الدولة) أنه لم يكن هناك نية إجرامية في المظاهرة التي نظمها المتظاهرون، ولكن مع ذلك، فإن المتظاهرين تلقوا عقوبات قاسية تصل إلى عدة سنوات في السجن، وتم إرسال حالتين إلى مستشفى للأمراض النفسية.
لم يعترف أي من المتظاهرين بالذنب. لقد حكم على فاديم ديلاوني وفلاديمير دريمليوغا بثلاث سنوات. تم إخراج أسنان فيكتور فاينبيرغ أثناء الاعتقال؛ بدلًا من المثول أمام المحكمة، تم إرساله إلى سجن للأمراض النفسية. حُكم على لاريسا بوغوراس بأربع سنوات من النفي في مستوطنة سيبيريا النائية في منطقة إيركوتسك. حكم على كونستانتين بابيتسكي بالسجن ثلاث سنوات في المنفى. حكم على بافيل ليتفينوف بالسجن خمس سنوات. وأُفرج عن ناتاليا جوربانيفسكايا في اليوم نفسه، لكنها أُرسلت فيما بعد إلى سجن للأمراض النفسية.
زعم يولي كيم أن الأحكام قد كُتبت بالفعل قبل المحاكمة. كتب يولي كيم أغنية «إيليتش»، التي تذكر غضب يوري أندروبوف وليونيد بريجنيف فيما يتعلق بالمظاهرة، وتسمي ثلاثة من المشاركين: بافيل ليتفينوف، وناتاليا جوربانيفسكايا، لاريسا بوجوراز.
رويت مظاهرة عام 1968 في الفيلم الوثائقي لعام 2005 اختاروا الحرية.

## اعتراف الجمهور المتأخر
كان على اعتراف الجمهور بالمتظاهرين أن ينتظر 40 سنة. فخلال الصراع في أوسيتيا الجنوبية، الذي حدث في أغسطس 2008، أعرب الرئيس السابق لجمهورية التشيك، فاتسلاف هافيل، عن تعاطفه مع المتظاهرين عام 1968. وقد اعترف رئيس الوزراء التشيكي ميريك توبولانيك ببطولة المحتجين عبر جوائز. ومع ذلك، لم يتم الإبلاغ عن اعتراف مماثل من جانب الحكومة الروسية. في 24 أغسطس 2008، وقعت مظاهرة مماثلة مع شعار من أجل حريتكم وحريتنا وحياتنا في نفس المكان.
في 25 أغسطس 2013، في الذكرى 45 للمظاهرة، أعادت غوربانيفسكايا والعديد من أصدقائها إنشاء الاحتجاج الأصلي، مرة أخرى مع شعار «من أجل حريتكم وحريتنا». تم القبض على عشرة مشاركين (من بينهم سيرجي نجل ديلوناي) على الفور تقريبًا وأخذوا إلى مركز للشرطة. سرعان ما تم استدعاؤهم وإطلاق سراحهم بانتظار المثول أمام المحكمة بتهمة الفشل في الحصول على إذن مسبق للتجمع السياسي، وهي جنحة بموجب القانون الروسي الحالي.
في 2018 تم اعتقال ثلاثة مشاركين.

## قائمة المراجع
- Gorbanevskaya، Natalya (1972). Red Square at Noon. New York: Holt, Rinehart and Winston. ISBN:978-0-03-085990-8.
- Alexeyeva، Lyudmila (1987). Soviet Dissent: Contemporary Movements for National, Religious, and Human Rights. Carol Pearce, John Glad (trans.). Middletown, Conn.: Wesleyan University Press. ISBN:0-8195-6176-2.
- Boobbyer, Philip (2005). Conscience, dissent and reform in Soviet Russia. Routledge. ISBN:0415331862. مؤرشف من الأصل في 2017-03-24.

## روابط خارجية
- "Natalia Gorbanevskaya: Red Square at Noon. What I remember of the demonstration". Prague Writers' Festival. 28 مايو 2008. مؤرشف من الأصل في 2018-12-04.
- المحفوظات السوفيتية نشرها ف. بوكوفسكي. الفصل 3.1 المنشقون، 1960-1969، http://psi.ece.jhu.edu/~kaplan/IRUSS/BUK/GBARC/pdfs/dis60/dis60-e.html نسخة محفوظة 20 يوليو 2018 على موقع واي باك مشين.
- Boobbyer, Philip (2005). Conscience, dissent and reform in Soviet Russia. Routledge. ISBN:0415331862. مؤرشف من الأصل في 2017-03-24.  Boobbyer, Philip (2005). Conscience, dissent and reform in Soviet Russia. Routledge. ISBN:0415331862. مؤرشف من الأصل في 2017-03-24.  Boobbyer, Philip (2005). Conscience, dissent and reform in Soviet Russia. Routledge. ISBN:0415331862. مؤرشف من الأصل في 2017-03-24.
- «нформация о демонстрации в бюллетене «Хроника текущих событий» نسخة محفوظة 29 سبتمبر 2012 على موقع واي باك مشين.
- «нформация о суде над демонстрантами в бюллетене «Хроника текущих событий» نسخة محفوظة 4 فبراير 2017 على موقع واي باك مشين.
- Л. А. .ацва. Рстория России. Cоветский период. (1917-1991)
- Сева Новгородцев 23 августа 2003: К 35-летию советского вторжения в Чехословакию .